# Gabrielle Faure
Pour les articles homonymes, voir Faure.
Gabrielle Faure, née Marie-Rose Degoumois à Berne le 29 novembre 1917 et morte le 1er octobre 1996, est une écrivaine et enseignante vaudoise.

## Biographie
Après des études de lettres à Berne et à Lausanne, elle travaille comme lectrice à l'Université de Lausanne, puis comme professeur, fonction qu'elle assume jusqu'en 1977. À cette date, elle est engagée comme journaliste à la Radio suisse romande et comme collaboratrice au Service de presse suisse.
Elle se fait connaître en 1979 par un recueil de nouvelles, Evora, et un roman L'Excavation, avec lequel elle s'inscrit dans la lignée naturaliste : l'échec, la maladie, la mort pèsent sur l'existence des petites gens que le roman met en scène.
Par la suite, elle continue d'explorer ces deux genres littéraires tout en écrivant des jeux radiophoniques, des pièces de théâtre et de radio. Elle traduit également des auteurs alémaniques.
Membre de l'Association vaudoise des écrivains, de la Société suisse des écrivaines et écrivains, de Pro Litteris et du PEN-Club, Gabrielle Faure a reçu de très nombreuses distinctions, notamment le prix SRAD 1962 et le prix Schiller 1978.

## Sources
- « Gabrielle Faure », sur la base de données des personnalités vaudoises sur la plateforme « Patrinum » de la Bibliothèque cantonale et universitaire de Lausanne.
- H.-Ch. Dahlem, Sur les pas d'un lecteur heureux guide littéraire de la Suisse, (OCLC 419261127) p. 194
- Pierre-Olivier Walzer (dir.), Dictionnaire des littératures suisses : publié à l'occasion du 700e anniversaire de la Confédération helvétique, Lausanne, Éditions de l'Aire, 1991, 527 p. (ISBN 978-2-88108-077-7, OCLC 300642835), p. 435
- Roger Francillon, Histoire de la littérature en Suisse romande, t. 4 : La littérature romande aujourd'hui, Lausanne, Éditions Payot, coll. « Territoires », 1996, 512 p. (ISBN 978-2-601-03185-0, OCLC 490531934), p. 441.
- Alain Nicollier et Henri-Charles Dahlem, Dictionnaire des écrivains suisses d'expression française, Genève, Éditions GVA, 1994, 527 p. (ISBN 978-2-88115-012-8, OCLC 492959214), p. 368-369.
- (de) Anne-Lise Delacrétaz, Schriftstellerinnen und Schriftsteller der Gegenwart : Schweiz [« Écrivaines et écrivains d'aujourd'hui »], Aarau, Sauerländer, 2002, 468 p. (ISBN 978-3-0345-0011-1, OCLC 216646149), p. 71.
- « Faure, Gabrielle (1917-1996) », Dictionnaire du Jura.